# Mestre de Meßkirch
Mestre de Meßkirch ou Mestre de Messkirch (acredita-se ter nascido em 1500 na Franconia e sua morte teria sido por volta de 1562 em Hechingen) foi um pintor alemão anônimo do Renascimento.
De acordo com Meyer e outros, Ziegler era seu verdadeiro nome, mas ficou conhecido como Mestre de Meßkirch devido a sua pintura de um altar (entre 1536 e 1540) na Igreja de St. Martin em Meßkirch. Sua origem e seus estudos não são claros, mas hoje a maioria dos estudiosos acredita que ele aprendeu sua arte na mesma região (ou próximo) daquela onde Durer viveu, da mesma forma que Hans von Kulmbach ue Hans Schäufelein. Em seu trabalho é possível ver a influência da Escola de Ulm. Trabalhou em Veringenstadt, mas seus trabalhos mais famosos foram encomendados pela Família de Gottfried Werner von Zimmern, residentes em Meßkirch e senhores do castelo de Wildenstein.